# Polia mortua
Polia mortua là một loài bướm đêm trong họ Noctuidae.